# Poufność

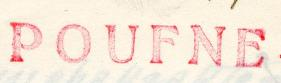
Stempel „Poufne” na przedwojennych dokumentach wojskowych

Poufność (ang. confidentiality) – funkcja bezpieczeństwa wskazująca obszar, w którym dane nie powinny być udostępniane lub ujawniane nieuprawnionym osobom, procesom lub innym podmiotom.
W bezpieczeństwie teleinformatycznym poufność realizowana jest zwykle przy pomocy szyfrowania oraz kontroli dostępu. W praktyce funkcji poufności towarzyszy niemal zawsze funkcja integralności.
W prawie regulowane są przez przepisy dotyczące informacji niejawnej. Poufność zapewniana jest przez środki proceduralne i techniczne, takie jak kancelaria tajna.